# Thâm tỏa xuân quang nhất viện sầu
Thâm tỏa xuân quang nhất viện sầu (tiếng Anh: All that heaven allows) làm một phim ái tình của đạo diễn Douglas Sirk, xuất bản ngày 25 tháng 8 năm 1955. Xuất phẩm này được chọn bảo quản tại Viện Lưu trữ phim Quốc gia Mỹ vì yếu tố nghệ thuật.

## Nội dung
Một góa phụ thượng lưu đem lòng yêu say đắm một gã trai trẻ trước sự phản đối của con cái và đồng nghiệp.

## Sản xuất

### Diễn xuất
- Jane Wyman... Cary Scott
- Rock Hudson... Ron Kirby
- Agnes Moorehead... Sara Warren
- Conrad Nagel... Harvey
- Virginia Grey... Alida Anderson
- Gloria Talbott... May Scott
- William Reynolds... Ned Scott
- Charles Drake... Mick Anderson
- Hayden Rorke... Bác sĩ Dan Hennessy
- Jacqueline de Wit... Mona Plash
- Leigh Snowden... Jo-Ann
- Donald Curtis... Howard Hoffer
- Alex Gerry... George Warren
- Nestor Paiva... Manuel
- Forrest Lewis... Lão Weeks
- Tol Avery... Tom Allenby
- Merry Anders... Mary Ann
- Helen Andrews... Myrtle
- Eleanor Audley... Mụ Humphrey
- Lillian Culver... Mụ Taylor
- Jack Davidson... Minor Role
- Helen Dickson... Bồi bàn
- Donna Jo Gribble... Cô Taylor
- Jim Hayward... John
- Helene Heigh... Ann
- David Janssen... Freddie Norton

## Phê bình

### Vinh danh
Vào năm 1995, Thâm tỏa xuân quang nhất viện sầu was selected for preservation in the United States National Film Registry by the Library of Congress as being "culturally, historically, or aesthetically significant".